# Cheggar
Cheggar es una comuna o municipio del departamento de Aleg, en la región de Brakna, en Mauritania. En marzo de 2013 presentaba una población censada de 9180 habitantes.
Se encuentra ubicada al suroeste del país, sobre el desierto del Sahara, cerca de la frontera con Senegal.